# Craniophora tigniumbra
Craniophora tigniumbra là một loài bướm đêm trong họ Noctuidae.